# (32622) Yuewaichun
2001 RZ16 (asteroide 32622) Yuewaichun 余惠俊 é um asteroide da cintura principal. Possui uma excentricidade de 0.12949720 e uma inclinação de 3.07263º.
Este asteroide foi descoberto no dia 11 de setembro de 2001 por William Kwong Yu Yeung em Desert Eagle.